# Bonchamp-lès-Laval
Bonchamp-lès-Laval är en kommun i departementet Mayenne i regionen Pays de la Loire i nordvästra Frankrike. Kommunen ligger i kantonen Argentré som tillhör arrondissementet Laval. År 2022 hade Bonchamp-lès-Laval 6 294 invånare.

## Befolkningsutveckling
Antalet invånare i kommunen Bonchamp-lès-Laval
| Referens: INSEE |